# 超完美狗保姆
是由《阴曹使者》的导演金周焕编剧执导，由柳演锡和车太铉主演的韩国宠物剧情片，于2023年3月1日在韩国影院上映，同年3月10日在台湾上映。

## 剧情
敏秀（柳演锡 饰）是一个梦想拥有完美家庭的普通上班族。他向女友（郑仁仙 饰）求婚成功后他得知女友对狗的唾液过敏，以至于每次与自己的宠物金毛猎犬「鲁尼」相处时，都必须先服用抗过敏药物。面对爱人与爱犬二选一的情况下，敏秀不得已放弃自己的宠物狗，帮鲁尼寻找新主人。
他在咖啡厅找来面临破产危机的表哥真国（车太铉 饰），一起为鲁尼寻找合适的新家庭。于是，两男一狗踏上了从首尔到济州岛的「寻家之旅」，与各个狗保姆候选人展开有趣的面试。

## 演员阵容
- 柳演锡 饰演 敏秀[6]
- 车太铉 饰演 真国，敏秀的表哥[7]
- 郑仁仙 饰演 成京，敏秀的女朋友[8]
- 姜信一 饰演 真国的叔叔[8]
- 朴昣奏 饰演 首位受访的保姆候选人，新手妈妈，为了孩子的免疫力与情绪发展而想要领养鲁尼。[8]
- 禹棹煥 饰演 首位受访者的丈夫[8]
- 太元硕 饰演 第二名受访的保姆候选人，患有洁癖[8]
- 郑智勋（朝鲜语：정지훈 (배우)） 饰演 中学生[8]
- 金志映 饰演 弃犬中心的负责人[8]
- 柳秀荣 饰演 父亲[8]
- 李浩贞 饰演 船上的女孩[8]
- 金裕贞 饰演 阿敏，神秘的保姆候选人[8]
- 朴智賢 饰演 民宿接待 [8]

## 制作
此片是导演兼编剧金周焕根据他自身经历改编。他从2018年起就开始编写剧本。片中宠物狗「鲁尼」也与他以前养的狗的名字相同。

### 选角与拍摄
2019年6月，崔宇植和孔明确定出演这部电影，预计在同年下半年正式开拍。但在2019年8月，有报道称制片公司决定退出并暂停该片制作。后来，俩人便退出了该项目。
2020年3月，车太铉确定出演该片。同年5月，柳演锡确认加盟。电影于6月开拍。
导演透露，演员车太铉和柳演锡皆同意降低片酬出演，而客串出演的金裕贞则是零片酬出演。柳演锡在宣传受访时坦言自己对大制作电影很有野心，但再看了《超完美狗保姆》的剧本后，电影想传达的讯息触动了他。他跟导演见面洽谈时感受到了作品的诚意。比起酬劳，他更想接演可以带来好的影响力、用心制作的电影。

## 发行
电影被选为第五届首尔动物电影节（韓語：서울동물영화제）的闭幕电影，于2022年10月31日首映，后分别将于2023年3月1日及10日在韩国、台湾上映。

## 记事
- 此片是车太铉时隔六年后再度重返银幕之作[14]。
- 此片也是车太铉和柳演锡继电视剧《综合医院2》（2008年）后时隔多年再度合作的作品[14]。
- 此片拍摄工作结束后，从没养过狗的柳演锡收养了一只被遗弃的狗「丽塔」（韓語：리타）[14][18]。